# Carmen París

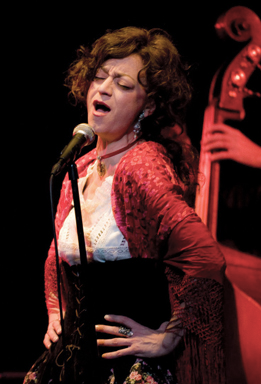
Carmen París

Carmen París (* 18. September 1966 in Tarragona) ist eine spanische Fusionmusikerin (Gesang, Piano, Perkussion, Komposition), die aus dem Flamenco und der aragonesischen und andalusischen Musiktradition schöpft.

## Leben und Wirken
París wuchs in Utebo auf. Sie erhielt eine umfassende musikalische Ausbildung auf dem Konservatorium in Zaragosa und studierte englische Philologie. Daneben war sie als Sängerin in musikalischen Gruppen tätig. Interessiert an neuen Interpretationen der Jota aus Aragón  und ihrer Fusion mit Elementen des klassischem Jazz und traditioneller spanischer und lateinamerikanischer Musik arbeitete sie mit Musikern wie Chano Domínguez, Guillermo McGill oder Javier Colina und nahm ihr Debütalbum Pa' mi genio auf. Das Album verkaufte sich gut und erhielt den Preis als bestes Album der traditionellen Musik bei den Premios de la Música 2003. Tino di Geraldo produzierte das Nachfolgealbum. Bis heute hat sie vier Alben veröffentlicht. Nachdem sie sich zunächst auf Auftritte in Spanien konzentrierte, trat sie erstmals 2013 im Ausland auf. Aufgrund der spanischen Wirtschaftskrise konzertiert sie derzeit meist in Soloprogrammen.
Daneben war sie an Tributalben für Joaquín Sabina, María Dolores Pradera und Pablo Neruda beteiligt. Auch ist sie auf Alben von Raúl Paz, Juan Sinmiedo, Armando Manzanero, Aurora Beltrán, Olga Román, José Luis Montón & Gorka Hermosa und Sergio Dalma zu hören.

## Diskographische Hinweise
- Pa' mi genio (Warner, 2002)
- Jotera lo serás tú (Warner, 2005, mit Javier Ruibal, Eliseo Parra, Mercedes Ferrer, Juan Manuel Cañizares, Jorge Pardo, Diego del Morao, Tino di Geraldo)
- InCubando (Warner, 2008, mit Ludmila Mercerón, Santiago Auserón, Haydée Milanés u. a.)
- Ejazz con Jota (Producciones Parisinas, 2013, mit dem Greg Hopkins Concert Jazz Orchestra, Gordon Au, George Garzone, Melissa Aldana und Joel Rosenblatt).
- Carmen París & Nabyla Maan Dos medinas blancas (FOL Musica 2017)